# Raffinerie de Santa Cruz de Tenerife

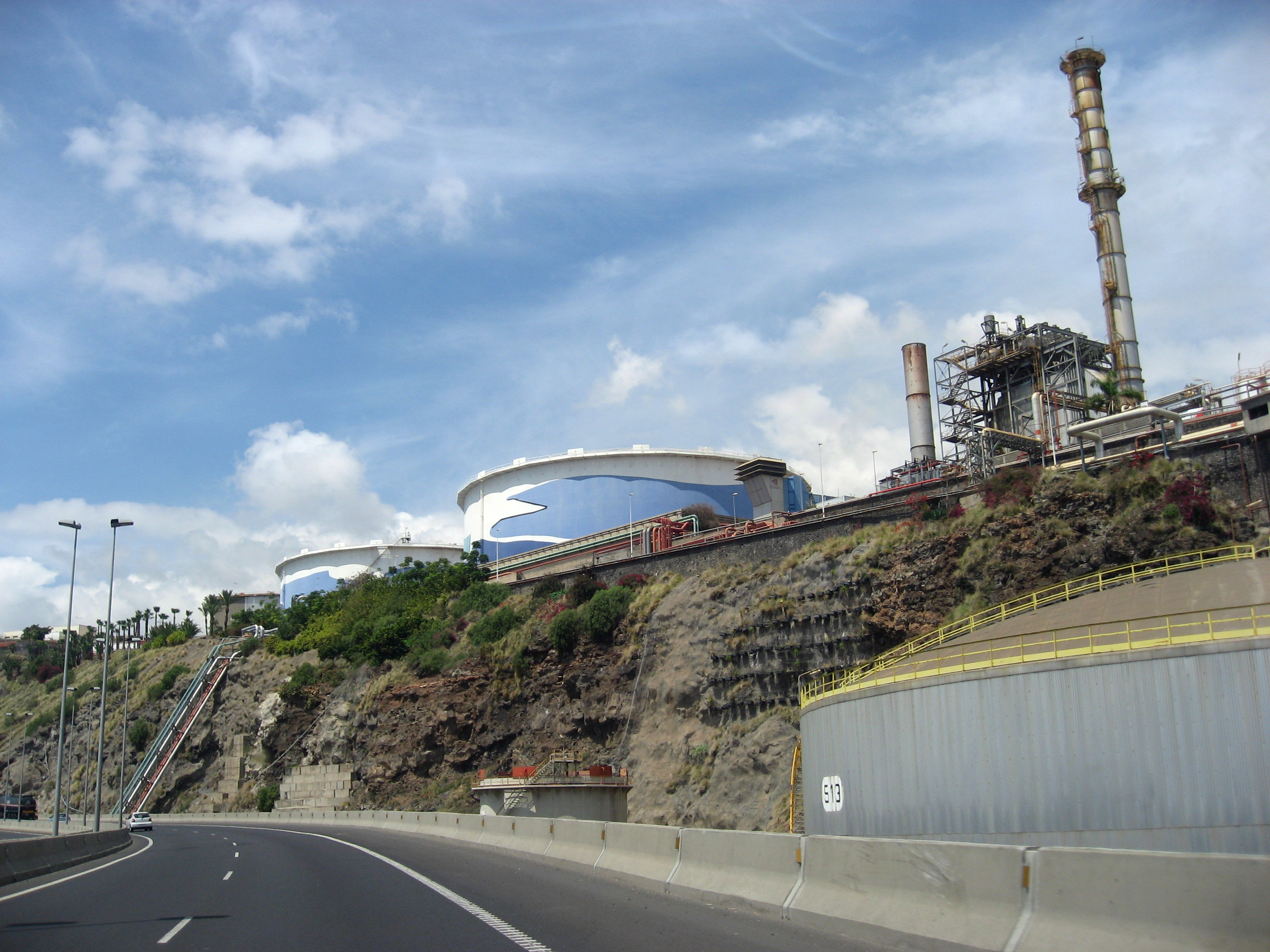
Raffinerie de Santa Cruz de Tenerife

La Raffinerie de Santa Cruz de Tenerife est une raffinerie de pétrole située à Santa Cruz de Tenerife, Tenerife, Îles Canaries en Espagne.

## Histoire
La raffinerie, située juste à l'extérieur de Santa Cruz de Tenerife, a été la première raffinerie construite en Espagne. Lors de son ouverture en novembre 1930, il avait une capacité de raffinage de 250 000 tonnes. Il a été construit à Tenerife en raison de la loi sur le monopole pétrolier de 1927 (espagnol : Ley del Monopolio de Petróleos de 1927), qui a créé la société publique CAMPSA et interdit les industries pétrolières privées en Espagne continentale.
Elle approvisionnait les îles Canaries en carburant (et donc en électricité), ravitaille les navires au port de Santa Cruz de Tenerife et fournit des produits pétroliers à l'Afrique et aux Amériques. Elle a également fourni des produits pétroliers à l'Espagne continentale jusqu'à la mise en service de la raffinerie de Gibraltar-San Roque dans les années 1960.
Elle a été rénovée dans les années 1980. En 2008, il raffinait 4 500 000 tonnes par an, occupant 573 000 mètres carrés.  En 2001, elle a été la première industrie canarienne à suivre le système de gestion environnementale et d'audit.
La raffinerie a été fermée en 2015. En 2018, il a été annoncé que la raffinerie serait démantelée, avec 2/3 des terres utilisées à des fins publiques et 1/3 utilisées à des fins commerciales.

## Sources et références
1. ↑  « Arquivo.pt », sur arquivo.pt (consulté le 21 juin 2022)
2. 1 2 3  « Arquivo.pt », sur arquivo.pt (consulté le 21 juin 2022)
3. 1 2  (es) Pedro Murillo, « La refinería de Santa Cruz de Tenerife anuncia su desmantelamiento », El País,‎ 26 juin 2018 (ISSN 1134-6582, lire en ligne, consulté le 21 juin 2022)